# Markandeia-purana

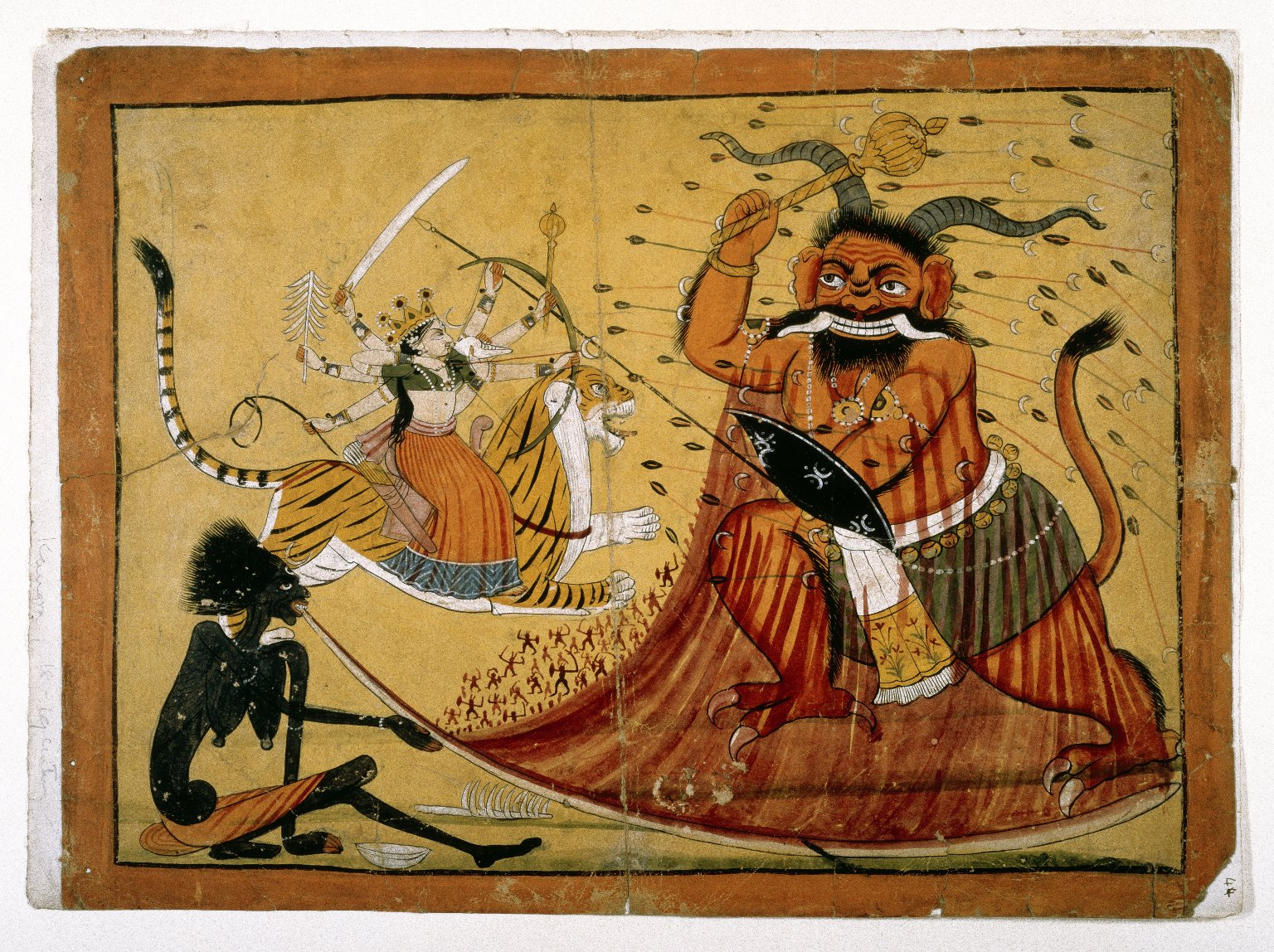
Durga matando al demonio búfalo, Raktabij y Kali bebiendo la sangre del demonio. Página de una serie de Markandeia Purana. Chamba, colinas del Punyab, India, 1800-1825

El Markandeia-purana es uno de los Puranas (textos religiosos hinduistas), escrito en la forma de un diálogo entre el sabio Yaimini y el sabio Markandeia.
- मार्कण्डेयपुराण, en escritura devánagari.
- mārkaṇḍeyapurāṇa, en el sistema IAST de transliteración.

## Contenido
El contenido del Markandeia purana no es sectario (o sea, es neutral tanto hacia el dios Vishnú como hacia el dios Shivá y otros dioses.
Expone la naturaleza del dios Krishná y explica algunos incidentes del Majábharata.
Comienza con cuatro preguntas que le hace Yaimini a Markandeia.
El texto consiste en 134 capítulos.
Los capítulos 50 a 97 contienen la lista de los 14 manu antaras (los periodos que duran los Manus) de los cuales 13 capítulos (desde el 78 hasta el 90) se conocen como Devi majatmia (glorificación de la diosa).
Los capítulos 108 a 133 tratan acerca de las genealogías de las dinastías puránicas.

## Traducciones
F. E. Pargiter tradujo este texto al inglés.